# Vittorio Ellena
Vittorio Ellena (Saluzzo, 11 maggio 1844 – Roma, 19 luglio 1892) è stato un politico italiano.
Fu Ministro delle finanze del Regno d'Italia nel Governo Giolitti I.

## Biografia
Era stato impiegato del ministero dell'agricoltura, industria e commercio, presto raggiungendovi il grado di capo divisione.
Nel 1882 era direttore generale delle gabelle al ministero delle finanze.
Studioso di discipline economiche e finanziarie, fu nominato consigliere di Stato nel 1885.
Segretario generale del ministero dell'agricoltura, industria e commercio, fu deputato alla Camera per un collegio di Roma nelle legislature XVI e XVII, e cioè dal 1886; e fu nel 1892, poco prima della sua morte, ministro delle finanze.